# Nonarthra
Nonarthra là một chi bọ cánh cứng trong họ Chrysomelidae.
Chi này được miêu tả khoa học năm 1862 bởi Baly.

## Các loài
Các loài trong chi này gồm:
- Nonarthra brevicornis Medvedev, 2002
- Nonarthra collaris Medvedev, 1993
- Nonarthra laosensis Medvedev, 2004
- Nonarthra lucidula Medvedev, 1993
- Nonarthra luzonica Medvedev, 1993
- Nonarthra maura Medvedev, 1993
- Nonarthra nigripenne Wang, 1992
- Nonarthra nigripes Wang, 1992
- Nonarthra oculata Medvedev, 2002
- Nonarthra ornatissima Medvedev, 2004
- Nonarthra pallidicornis Chen & Wang, 1980
- Nonarthra philippinensis Medvedev, 1993
- Nonarthra quadrisignata Medvedev, 1993